# 주앙 모티뉴
주앙 필리프 이리아 산투스 모티뉴 ComM(포르투갈어: João Filipe Iria Santos Moutinho ComM, 포르투갈어 발음: [ʒuˈɐ̃w fɨˈlipiˈɾi.ɐ ˈsɐ̃tuʒ moˈtĩɲu, ˈʒwɐ̃w -], 1986년 9월 8일~)는 포르투갈의 축구 선수로 포지션은 중앙 미드필더이다. 현재 프리메이라리가의 SC 브라가에서 활동하고 있으며 대한민국에서는 성 'Moutinho'를 로마자 그대로 읽은 주앙 무티뉴로도 알려져 있다.
스포르팅 CP에서 축구 선수 경력을 시작해 2010년 FC 포르투로 이적했고 포르투에서 프리메이라리가 3회 우승, 2010-11시즌 UEFA 유로파리그 우승을 달성했다. 2013년 2,500만 유로(약 370억 원)의 이적료로 리그 1의 AS 모나코 FC로 이적했고 리그 1 2016-17시즌 우승을 달성했다. 2018년 프리미어리그의 울버햄프턴 원더러스 FC로 이적했고 울버햄프턴 소속으로 총 212 경기에 출전한 뒤 2023년 울버햄프턴을 떠나 SC 브라가에 입단했다.
모티뉴는 포르투갈 축구 국가대표팀 소속으로 4개의 UEFA 유럽 축구 선수권 대회, 1개의 UEFA 네이션스리그 결승전, 2개의 FIFA 월드컵에 출전했다. 그는 UEFA 유로 2016, 2018-19년 UEFA 네이션스리그 우승을 달성했다.

## 구단 경력
모티뉴는 그의 고향 클럽 포르티모넨스 SC에서 좋은 모습을 보인 뒤, 그가 14살이 될 때 그는 스포르팅 CP 이적에 동의하고, 그의 축구 교육을 계속하였다.
2004-05 프리시즌, 그가 불과 17살일때, 그는 당시 감독인 조제 페세이루에 의해 1군으로 차출되었고, 몇몇 경기에 출장하여, 젊은 나이에 재능을 보이기 시작하였다. 그후에는, 하지만, 다시 당시 새로 내정된 파울루 벤투 감독에 의해 미겔 벨로주나 루이스 나니와 함께 1군에서 제외되었다. 그는 그 해에 국내 대회 타이틀을 얻도록 도왔으며, 그는 1군으로 다시 불렸다.
2005년 초, 모티뉴는 포르투갈 컵을 위해 차출되었고, FC 팜필료자 전에 20분 출장하였고, 같은 해 1월 23일에 3-0으로 승리한 질비센트 FC전에도 출장하였고, 크리스티아누 호날두가 쓰던 28번 져지를 수여받았다. 꾸준한 플레이로부터, 그는 짧은 시간내에 주전 자리를 꿰차고, 가장 빛나는 선수중에 하나로, 다이아몬드 미드필드나, 플랫 미드필드로도 소화할 수 있었다. 그의 박스-투-박스 플레이는 팬의 인기를 얻게 하였고, 그는 드물게 결장하였고, 주전선수였다.
모티뉴의 그 시즌을 마감하는 경기에서의 성과로는 UEFA 컵 MVP를 페예노르트전과 뉴캐슬 유나이티드 FC전에서 획득하고, 스포르팅이 결승에 진출하는데 공헌하였다. 결승전에서 그의 어린 나이에도 불구하고 주전으로 뛰었고; 그는 15 리그 경기에 공헌하였고, 스포르팅은 2위로 마무리하였다. 그 해 여름, 그는 스포르팅과 1년 연장 계약을 하였다.
그의 첫 번째 풀 시즌, 모티뉴는 꾸준함으로 더 진보하였고, (그는 그 시즌 모든 리그 경기에서 풀타임으로 출장한 유일한 선수였다.) 스포르팅의 준우승에 공헌하였다. 우여곡절 끝에, 그는 그의 1-0 결승골을 SC 브라가에서 뽑았고 UEFA 챔피언스리그 진출권을 리스본의 클럽에게 가져왔다.
2006-07 시즌, 팀 동료이자 베테랑 히카르두 사 핀투가 떠나자, 모티뉴는 불과 19세의 나이에 부주장이 되었다. 이어지는 시즌에서 쿠스토디우 카스트루와 히카르두가 팀을 떠나자, 그는 주장이 되었고, 팀의 역사상 2번째로 젊은 주장이 되었다. 그보다 더 젊은 나이에 주장직을 하게 된 자는 조 창단자, 프란시스쿠 스트롬프였다.
그 시즌, 레안드로 로마놀리 (공격형 미드필더) 또한 선발이 되었고, 모티뉴는, 2선의 미드필더에서 오른쪽 미드필더로 옮겼고, 다시 인상적인 모습을 보였다. 그 시즌, 그 시즌 동안, 그는 클럽의 상징적 존재가 되었고, 리그 최고의 선수중 한명이 되었다.
2008-09 시즌, 에버튼 FC 이적이 불발된 후, 모티뉴는 다시 선발로 나왔고, 3경기만 결장하였고, 다시 리그 2위로 마감하였다. (50경기 출장) 그는 또다시 FC 바이에른 뮌헨과의 경기에서 합계 1-12로 대패하였을때, 그는 유일한 스포르팅의 골을 넣었다.
2010년 7월 10일, 모티뉴는 스포르팅의 라이벌 FC 포르투에 5년 계약을 하였고, 이적료는 €11M으로 책정되었다. (€1M은 누누 안드레 코엘류 사용 권한 전체의 50%를 지불) 추가적으로 스포르팅은 25%를 그 기간 동안 이루어지는 이적료를 가져가게 함으로써, 이전의 이적료를 넘겼다. 스포르팅 회장 조제 에두아르두 베텐쿠르트는 모티뉴의 행위를 개탄스럽게 생각하고 "썩은 사과" 라고 불렀다. 그는 또다시 "이 이적은 스포르팅이 원해서 된 것으로, 그 이유는 썩은 사과를 과수원에서 원하지 않고, 그리고 모범이 되지 못한 놈이나, 위엄있는 클럽 아이콘을 원하지 않는다."고 덧붙였다. 그 후, 포르투는 선수의 경제 권한을 제 3자인 마머스 BV에 37.5%인 €4,125,000를 매각하였다.
논란이 되는 이적 이후, 포르투에서의 첫 번째 시즌에, 60경기에 육박하는 북포르투갈 클럽의 경기에 출장하였고, 팀의 리그 우승에 기여하였다. 모티뉴는 포르투갈 컵에서 두 차례 골을 기록하였고, 가장 중요한 승리는 SL 벤피카 원정에서의 3-1 승리때에 넣은 골로, 1차전 0-2 홈에서의 패배를 만회하고 결승에 진출하였다. 2013년 5월, AS 모나코로 이적하였다.
2018년 7월 24일, 울버햄프턴 원더러스로 이적하였다.
2023년 8월 25일, 울버햄프턴 원더러스와 계약 만료 후 SC 브라가에 입단했다.

## 국가대표팀 경력
18살에 국가대표에 처음 차출된 뒤, 모티뉴는 이집트와의 홈 경기에서 데뷔전을 치렀고, 팀은 2-0 승리를 하였다. 그 후 2006년 FIFA 월드컵 종료 후, 그는 단골로 국가대표에 차출되었다.
2008년 5월 31일, 모티뉴는 국가대표 첫 골을 비제우의 이스타디우 두 폰텔루에서 2-0으로 승리한 조지아 전에서 골을 넣었다. 그는 UEFA 유로 2008의 23인 스쿼드에 포함되었고, 그는 하울 메이렐레스의 터키전에서 어시스트하여 팀의 2-0을 이끌었다.
그는 또한 UEFA U-21 유럽선수권 대회 2경기에도 출전하였고, 2006년 홈에서 열린 대회에는 독일을 상대로 골을 넣었지만, 조기 탈락을 막지는 못하였다.
2010년 FIFA 월드컵의 24인 명단에 들지는 않았지만, 그는 6명의 백업 선수중 한명으로 지목되었다.

## 경력
- 2006년 UEFA U-21 챔피언십 국가대표
- 2007년 UEFA U-21 챔피언십 국가대표
- UEFA 유로 2008 국가대표
- UEFA 유로 2012 국가대표
- 2014년 FIFA 월드컵 국가대표
- UEFA 유로 2016 국가대표
- 2017년 FIFA 컨페더레이션스컵 국가대표
- 2018년 FIFA 월드컵 국가대표
- 2021년 UEFA 유로 국가대표

## 수상 내역

#### 스포르팅 CP
- 포르투갈 컵: 2006-07, 2007-08
- 포르투갈 슈퍼컵: 2007, 2008
- UEFA컵 준우승 : 2004-05

#### FC 포르투
- 포르투갈 리가: 2010–11, 2011–12, 2012–13
- 포르투갈 컵: 2010-11
- 포르투갈 슈퍼컵: 2010, 2011, 2012
- UEFA 유로파리그: 2010-11

#### AS 모나코
- 리그 1 : 2016-17

#### SC 브라가
- 포르투갈 리그컵 : 2023-24

#### 포르투갈
- UEFA 유로 : 2016
- UEFA 네이션스리그 : 2018-19
- UEFA U-17 유로 : 2003

### 개인
- SJPF 이달의 선수상: 2005년 4월
- SJPF 이달의 신인 선수: 2006년 10월, 2006년 11월, 2007년 10월, 2007년 11월, 2008년 2월, 2008년 3월
- 포르투 올해의 선수 : 2012-13
- 울버햄튼 올해의 선수 : 2018-19
- 포르투갈 공화국 공로장 3등급 : 2017

## 같이 보기
- A매치 100경기 이상 출전한 축구 선수 명단